# XviD
XviD is een opensource-videocodec om digitale films op te slaan en is geschikt om met hoge compressie toch een acceptabele tot hoge kwaliteit te realiseren. Het is de opensource-equivalent van DivX, ontwikkeld om meer compatibel te zijn met allerlei systemen waaronder Linux.
Door het feit dat XviD geen commercieel product is, maar volledig gratis, is de verscheidenheid van XviD-programma's en -specificaties groter.
XviD biedt ondersteuning voor 5.1-geluid en ondertiteling.